# Paul Scharner
Paul Josef Herbert Scharner (ur. 11 marca 1980 w Scheibbs) – austriacki piłkarz występujący na pozycji obrońcy lub pomocnika, reprezentant Austrii w latach 2002–2012.

## Sukcesy

### Zespołowe
Austria Wiedeń
- mistrzostwo Austrii: 2002/03
- Puchar Austrii: 2002/03
- Superpuchar Austrii: 2003

SK Brann
- Puchar Norwegii: 2004

Wigan Athletic FC
- Puchar Anglii: 2012/13

### Indywidualne
- piłkarz roku w SK Brann: 2005
- piłkarz roku w Wigan Athletic FC: 2008